# Catarina Helena Abi-Eçab
Catarina Helena Abi-Eçab (São Paulo, 29 de janeiro de 1947 - Vassouras, 8 de novembro de 1968) foi estudante de Filosofia brasileira, militante da Aliança Libertadora Nacional (ALN), fundada em fevereiro de 1968. Participou ativamente dos movimentos estudantis durante a Ditadura Militar brasileira, vigente entre 1964 e 1985.
Catarina atuou, também, na Vanguarda Popular Revolucionária, onde deu início as lutas contra o regime instalado no país e conheceu seu marido, Antônio dos Santos Abi-Eçab. Ambos tornaram-se desaparecidos e suas mortes foram investigadas após o período da ditadura.
É um dos casos investigados pela Comissão da Verdade, fundada especialmente para realizar investigações sobre os crimes cometidos pelo Estado brasileiro, com interesse em apurar mortes e desaparecimentos na ditadura militar brasileira.

## Biografia
Catarina Helena nasceu na cidade de São Paulo, em 29 de janeiro no ano de 1947. Era filha de Helena Elias Xavier e Trajano Xavier Ferreira, não possuía irmãos e iniciou sua atuação política precocemente.
A jovem era estudante de Filosofia, Ciências e Letras da Universidade de São Paulo (USP) e militava nos movimentos estudantis, onde conheceu seu marido, também nascido na capital paulista, João Antônio dos Santos Ebi-Açab.
Fez parte de movimentos como o da Vanguarda Popular Revolucionária e foi detida, junto ao seu marido, pela operação comandada pelo comandante Pereira, em 1968. Suspeitava-se que o casal fizera parte da execução de Charles Chandler, capitão do exército dos Estados Unidos, ocorrida um mês antes em São Paulo.
Levados para uma propriedade rural nos arredores de São João do Meriti, Catarina e João foram torturados por horas e deixados no território.

## Circunstâncias de morte
Inicialmente, as investigações apontaram para uma falsa versão da morte de Catarina Helena. Foi divulgado que a jovem teria sido vítima de um acidente automobilístico, ocorrido por volta das 19 horas do dia 8 de novembro de 1968, na altura do quilômetro 69 da rodovia BR 116, estrada que liga o Rio de Janeiro à Bahia, onde seu corpo e de seu marido, João, havia sido encontrado.
No veículo, teriam sido encontrados, supostamente, uma metralhadora, munição, dinheiro, livros e alguns documentos pessoais das vítimas. Consta no boletim de ocorrência que foi dado ciência à polícia às 20 horas do mesmo dia. Três policiais se dirigiram ao local constatando que na altura 69 da rodovia BR 116, o VW 349884-SP, dirigido por seu proprietário João Antônio dos Santos Abi-Eçab, tendo como passageira sua esposa, Catarina Helena, havia colidido com a traseira de um caminhão de marca DeSoto, placa 431152-RJ, dirigido por Geraldo Dias Silva, que não foi encontrado.
Após os exames de rotina, os cadáveres foram encaminhados para o necrotério local e a versão sustentada pela imprensa da época afirmava, ainda, que o acidente teria se dado durante a viagem de lua de mel do casal.
O corpo de João Antônio, que guiava o carro no momento do acidente, não passou por exumação e perícia. Segundo a análise feita pelo Núcleo de Perícia da Comissão Nacional da Verdade (CNV), as marcas de freagem desenhadas no asfalto pelo Volkswagen ocupado pelo casal indicam a ocorrência da colisão e a tentativa de evitá-la, acionando o sistema de freios. Vale ressaltar que as condições em que o casal viajava eram ideais.
Na certidão de óbito de ambos os falecidos constava coo circunstância da morte o registro de "fratura de crânio com afundamento do crânio (acidente)". As investigações, contudo, assinalaram para improcedência da versão oficial, segundo a qual a morte do casal teria ocorrido sem a participação de agentes externos do Estado.

## Investigações
No contexto da desconfiança da invalidez dos primeiros registros de óbito de Catarina Helena, o Jornal Última Hora divulgou trechos do depoimento de testemunhas do acidente que colocavam em xeque a versão dos órgãos estatais. Em matéria intitulada "Marighella. Polícia procura casal de estudantes", uma testemunha que manteve sigilo de sua identidade, revelou que o carro estava sendo perseguido na estrada antes de colidir. Nos dias seguintes, o mesmo jornal publicou a matéria "Esta confusa história da metralhadora", que revelava um trecho do depoimento do investigador da Delegacia de Vassouras, segundo o qual seria difícil um acidente ocorrer naquela altura da rodovia por se tratar de um percurso reto de quatro quilômetros.
Segundo relato de Geraldo Dias Silva, proprietário do caminhão vitimado pela colisão, teria sido o próprio Exército a reparar o veículo.
Posteriormente, em abril de 2001, denúncias feitas pelo jornalista Caco Barcellos levantaram a hipótese de que Catarina e João teriam sido executados com tiros na cabeça. O jornalista entrevistara o ex-soldado Valdemar Martins de Oliveira, que relatou ter visto o casal ser levado para um imóvel em São João do Meriti, onde funcionava um centro clandestino, ocasião em que teriam sido torturados e executados. Segundo essa versão, o acidente não passaria de uma farsa para esconder a prática de tortura a qual Catarina e João Antônio teriam sido submetidos. Fundamentada nesse relato, a família de Catarina concordou em exumar seus restos mortais. O laudo da exumação, elaborado pela Polícia Técnica de São Paulo, contradisse a versão anterior e concluiu que sua morte foi consequência de “traumatismo crânio-encefálico” causado por “ação vulnerante de projétil de arma de fogo”. Mais recentemente, em depoimento à CNV, datado de 2 de abril de 2013, Valdemar Martins de Oliveira afirmou que teriam participado da ação as equipes de Freddie Perdigão e de outro agente chamado Miro, a quem não atribuiu identificação exata.
Perdigão seria o responsável pelos tiros que executaram Catarina e João Antônio. A CEMDP, ao analisar o caso, no ano de 2005, concluiu que ambas as versões – a que sustentava que o acidente teria sido causado por perseguição ao veículo; e a que afirmava que o acidente teria sido forjado para encobrir a prisão, tortura e execução do casal – eram verossímeis e indicavam que as mortes de João Antônio e de Catarina tinham ocorrido por ação de agentes do Estado brasileiro.
Belisário dos Santos Júnior, relator do caso na Comissão Especial sobre Mortos e Desaparecidos Políticos CEMDP, em testemunho dado à Comissão da Verdade do Estado de São Paulo Rubens Paiva, datado de 16 de maio de 2013, destacou que, naquela ocasião, a polícia política foi a primeira a chegar ao local do acidente. Afirmou, ainda, que não houve perícia de local nem mesmo laudo necroscópico. Nesse sentido, levantou a possibilidade de que as armas encontradas no carro tenham sido, na verdade, “plantadas” no local para justificar a morte e afastar a suspeita de participação do Estado no óbito.
A análise questionou, portanto, a ocorrência de um acidente comum e indica a possibilidade de interpretações que levem em consideração a participação do Estado na tentativa de provocar a colisão automobilística. Os restos mortais de Catarina Helena Abi Eçab foram enterrados no cemitério do Araçá, em São Paulo.

## Conclusão da Comissão Nacional da Verdade (CNV)
Diante das investigações realizadas, conclui-se que Catarina Helena Abi Eçab foi alvejada por um tiro, que, a despeito de não ser possível imputar sua autoria, é factível afirmar do esforço do Estado para omitir sua causa de morte, inclusive, atribuindo seu óbito a acidente automobilístico, envolto em contexto de sistemáticas violações de direitos humanos promovidas pela ditadura militar implantada no país a partir de abril de 1964.
Recomendou-se a retificação da certidão de óbito de Catarina Helena Abi Eçab, assim como a continuidade das investigações sobre as circunstâncias do caso para identificação e responsabilização dos demais agentes envolvidos.

## Homenagens
Foi homenageada com nome descrito em placas feitas para os três principais cemitérios da cidade de São Paulo.

## Ligações Externas
- Página na CNV-SP